# Cevenka
Cevenka (Posoqueria) je rod rostlin patřící do čeledi mořenovité (Rubiaceae). Jsou to keře a stromy s jednoduchými vstřícnými listy a nápadnými bílými květy s velmi dlouhou korunní trubkou, které jsou opylovány lišaji. Rod zahrnuje asi 25 druhů a je rozšířen v tropické Latinské Americe. Některé druhy mají neobyčejný způsob opylování. Nejběžnější druh Posoqueria latifolia je v tropech občas pěstován jako okrasná rostlina. Některé druhy mají omezený význam v místní medicíně nebo mají jedlé plody.

## Popis
Cevenky jsou beztrnné keře a stromy s jednoduchými, vstřícnými, poměrně velkými listy. Listy jsou řapíkaté, se zpeřenou žilnatinou. Palisty jsou trojúhelníkovité až kopinaté, vytrvalé nebo opadavé, interpetiolární. Květy jsou velké a nápadné, stopkaté, uspořádané v chudých nebo bohatých, vrcholičnatých koncových květenstvích typu chocholík či nepravý okolík. Kalich je zakončen 5 laloky. Koruna je bílá (stárnutím žloutnoucí), nálevkovitá, s velmi dlouhou a úzkou korunní trubkou zakončenou 5 laloky. Uvnitř je lysá nebo s papilami či chloupky v ústí. Tyčinek je 5, jsou přirostlé v ústí korunní trubky a vyčnívají z květů. Jsou buď pravidelně nebo dvoustranně souměrně uspořádány. Semeník je srostlý ze 2 plodolistů a obsahuje 1 nebo 2 nedokonale oddělené komůrky s mnoha vajíčky. Plodem je oranžová až hnědá, kulovitá nebo elipsoidní či vejcovitá, kožovitá nebo dužnatá bobule s kožovitým až dřevnatým endokarpem.

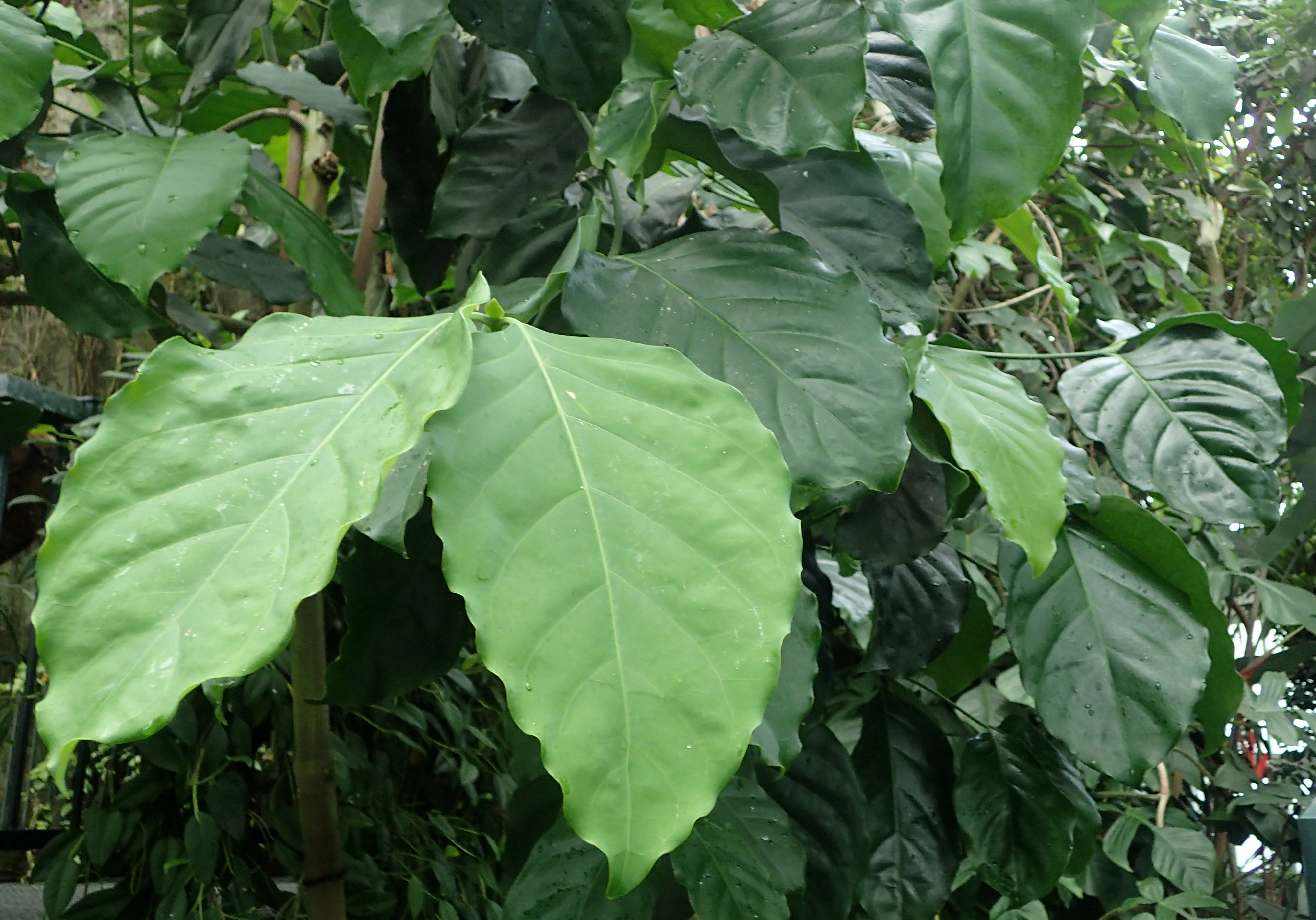
Listy P. latifolia
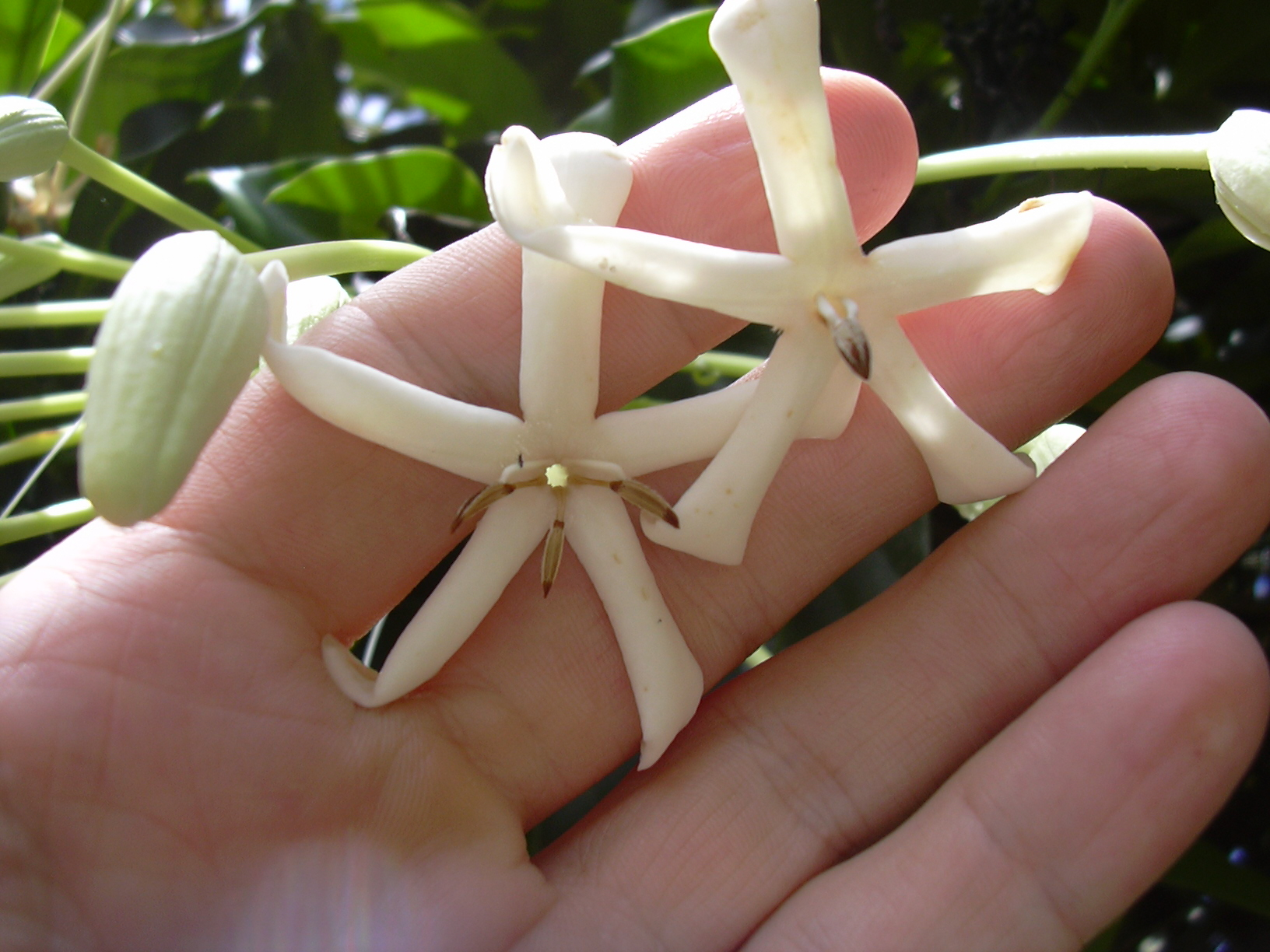
Vrcholy květů P. latifolia
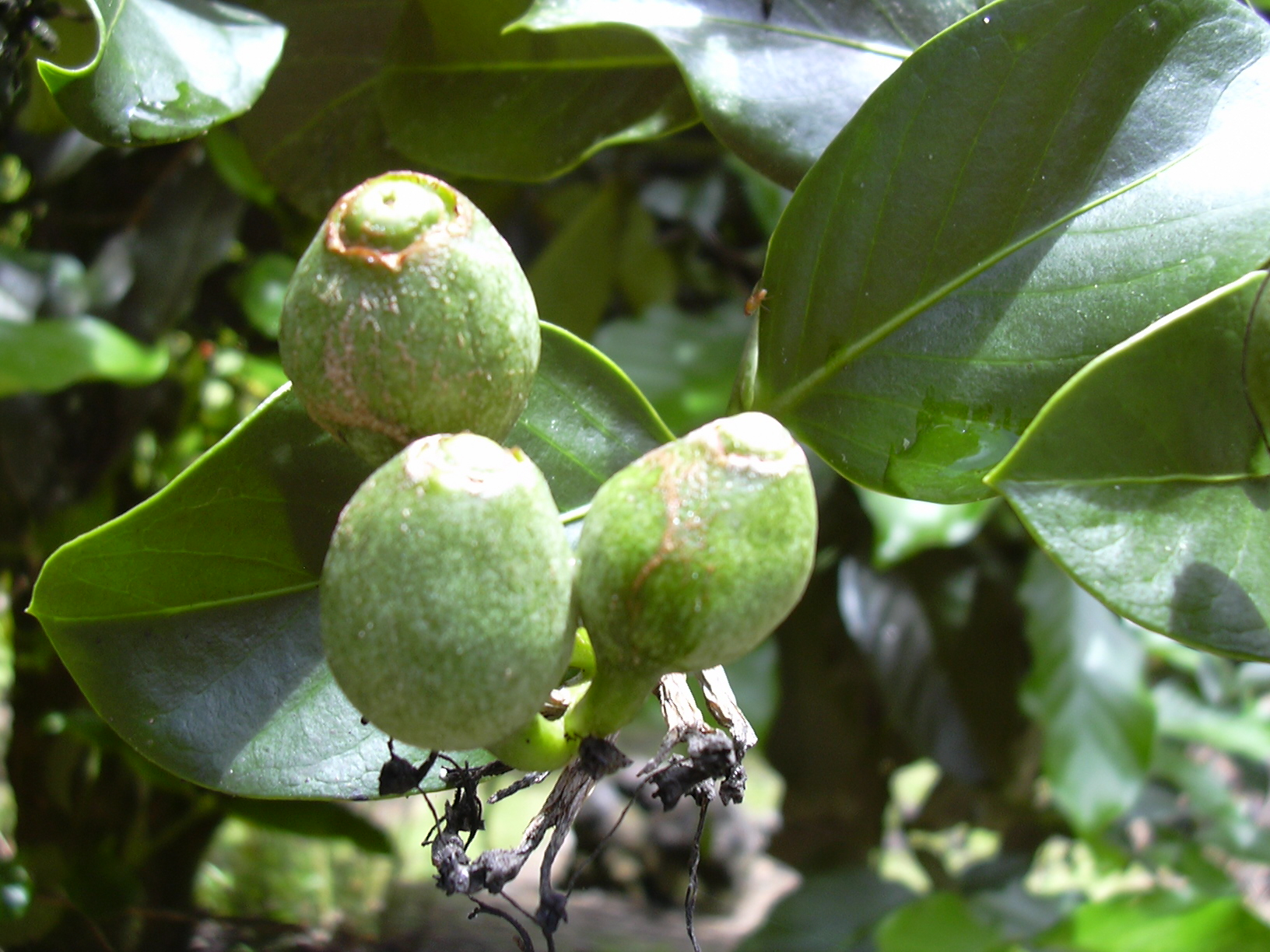
Nedozrálé plody P. latifolia

## Rozšíření
Rod cevenka zahrnuje asi 25 druhů. Je rozšířen v Latinské Americe od Mexika po Bolívii a na Karibských ostrovech.
Cevenky rostou zejména ve vlhkých tropických nížinných a montánních lesích, v poříčních galeriových lesích a také v keřové vegetaci. Nejběžnějším a nejrozšířenějším druhem je P. latifolia.

## Ekologické interakce
Květy cevenek jsou vonné, otevírají se na noc a vyhledávají je noční motýli s dlouhým sosákem, zejména lišajové. Korunní trubka je jen 2 až 4 mm široká a může dosáhnout délky až 36 cm. U některých druhů (např. P. latifolia) se vyvinul unikátní způsob opylování. Tyčinky jsou v čerstvě otevřených ohnuté do středu květu, nitky jsou pod napětím a prašníky jsou spojené v jeden podlouhlý celek. Při pohybu opylovače se prudce vymrští do stran a při tom popráší hlavu opylovače pylem. Plody některých druhů (P. latifolia, P. acutifolia, P. longiflora) vyhledávají jako potravu různá pralesní zvířata, např. opice.

## Taxonomie
Rod Posoqueria je v rámci čeledi mořenovité řazen do podčeledi Ixoroideae a tribu Posoquerieae. V minulosti byl součástí tribu Gardenieae.
Tento rod je často zaměňován s jiným, podobným rodem rovněž z čeledi mořenovité, Tocoyena. Oba rody lze jednoznačně rozlišit podle způsobu jakým je koruna složena v poupěti.

## Význam

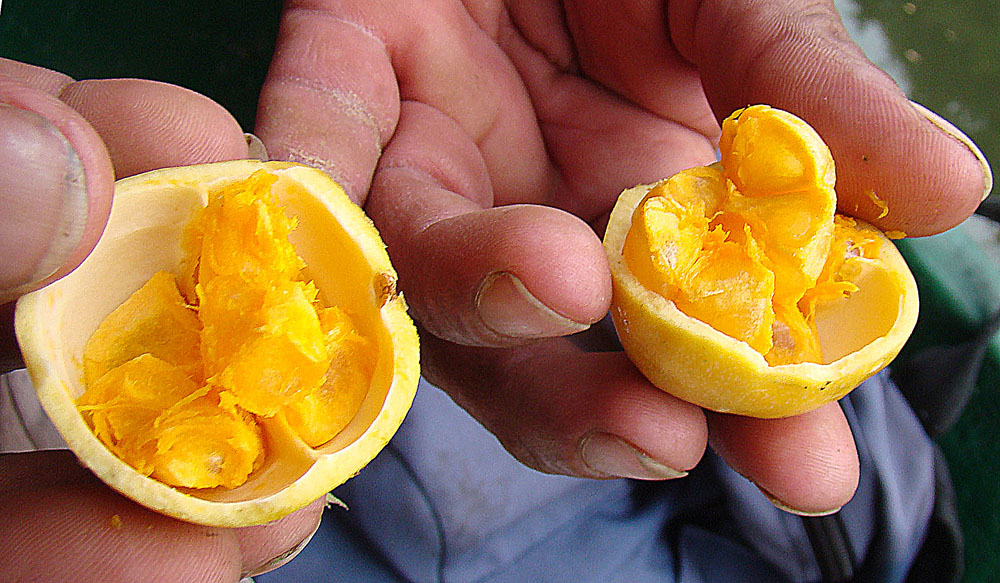
Rozloupnutý plod Posoqueria latifolia

Druh P. acutifolia je v tropické Americe vysazován k zalesňování narušených ploch. Dřevo je středně trvanlivé a má jen místní význam. Odvar z kůry P. latifolia a P. panamensis slouží k léčení průjmů a proti střevním parazitům, prášek z květů P. latifolia jako repelent.
Nasládlý míšek obklopující semena P. latifolia a některých dalších druhů je jedlý, není však vzhledem k málo libé vůni příliš chutný.
Druh P. latifolia je v tropech občas pěstován jako okrasná dřevina. Není udáván ze žádné české botanické zahrady.